# Serge Hélan
Serge Hélan (Pointe-à-Pitre, 24 febbraio 1964) è un ex triplista francese.

## Record nazionali
- Salto triplo: 17,55 m ( Helsinki, 13 agosto 1994)

## Progressione

### Salto triplo outdoor
| Stagione | Risultato | Luogo                | Data      | Rank. Mond. |
| -------- | --------- | -------------------- | --------- | ----------- |
| 2001     | 16,01 m   | Limoges              | 11-7-2001 |             |
| 2000     | 15,26 m   | Fort-de-France       | 29-4-2000 |             |
| 1998     | 16,73 m   | Monaco               | 8-8-1998  |             |
| 1997     | 17,04 m   | Atene                | 6-8-1997  |             |
| 1996     | 16,87 m   | Evry-Bondoufle       | 23-6-1996 |             |
| 1995     | 15,91 m   | Göteborg             | 5-8-1995  |             |
| 1994     | 17,55 m   | Helsinki             | 13-8-1994 |             |
| 1993     | 17,25 m   | Limoges              | 10-7-1993 |             |
| 1992     | 17,18 m   | Sotteville-lès-Rouen | 8-6-1992  |             |
| 1991     | 17,45 m   | Digione              | 27-7-1991 |             |
| 1990     | 17,10 m   | Montgeron            | 1-7-1990  |             |
| 1989     | 16,78 m   |                      | 1-1-1989  |             |
| 1988     | 17,01 m   |                      | 1-1-1988  |             |
| 1987     | 16,84 m   | Annecy               | 8-8-1987  |             |
| 1986     | 17,13 m   | Colonia              | 17-8-1986 |             |
| 1985     | 16,69 m   | Nicosia              | 25-9-1985 |             |
| 1984     | 16,66 m   | Saint-Denis          | 2-6-1984  |             |
| 1983     | 16,04 m   | Schwechat            | 28-8-1983 |             |
| 1982     | 15,83 m   |                      | 1-1-1982  |             |

### Salto triplo indoor
| Stagione | Risultato | Luogo    | Data      | Rank. Mond. |
| -------- | --------- | -------- | --------- | ----------- |
| 1998     | 17,02 m   | Valencia | 1-3-1998  |             |
| 1997     | 17,24 m   | Bordeaux | 23-2-1997 |             |
| 1995     | 17,16 m   | Liévin   | 26-2-1995 |             |
| 1993     | 16,25 m   | Toronto  | 12-3-1993 |             |
| 1989     | 17,12 m   | Liévin   | 5-2-1989  |             |
| 1987     | 17,15 m   | Liévin   | 22-2-1987 |             |

## Palmarès
| Anno | Manifestazione  | Sede         | Evento         | Risultato | Prestazione | Note |
| ---- | --------------- | ------------ | -------------- | --------- | ----------- | ---- |
| 1985 | Mondiali indoor | Parigi       | Salto in lungo | 6º        | 7,71 m      |      |
| 1987 | Mondiali indoor | Indianapolis | Salto triplo   | 16º       | 15,69 m     |      |
| 1987 | Mondiali        | Roma         | Salto triplo   | 9º        | 16,41 m     |      |
| 1988 | Europei indoor  | Budapest     | Salto triplo   | 13º       | 15,88 m     |      |
| 1989 | Mondiali indoor | L'Aia        | Salto triplo   | 6º        | 16,62 m     |      |
| 1991 | Mondiali        | Tokyo        | Salto triplo   | 10º       | 16,51 m     |      |
| 1993 | Mondiali indoor | Toronto      | Salto triplo   | 7º        | 16,25 m     |      |
| 1993 | Mondiali        | Stoccarda    | Salto triplo   | 9º        | 17,09 m     |      |
| 1994 | Europei         | Helsinki     | Salto triplo   | Argento   | 17,55 m     |      |
| 1995 | Mondiali indoor | Barcellona   | Salto triplo   | Bronzo    | 17,06 m     |      |
| 1995 | Mondiali        | Göteborg     | Salto triplo   | 14º       | 15,91 m     |      |
| 1997 | Mondiali indoor | Parigi       | Salto triplo   | 8º        | 16,58 m     |      |
| 1997 | Mondiali        | Atene        | Salto triplo   | 10º       | 16,97 m     |      |